# Frank den Butter
Frank Arthur Gijsbrecht den Butter (Schiedam, 29 maart 1948) is een Nederlands hoogleraar Algemene Economie aan de Vrije Universiteit Amsterdam

## Levensloop
Na het gymnasium in Schiedam, studeerde Den Butter van 1966 tot 1973 econometrie aan de Universiteit van Amsterdam. Hij werkte daarna van 1973 tot 1988 bij De Nederlandsche Bank, en promoveerde in 1986 aan de Erasmus Universiteit Rotterdam over de rol van het model (economie) in het monetair beleid.

## Carrière als hoogleraar
Als hoogleraar is Den Butter van 1998 tot 2003 lid geweest van de Wetenschappelijke Raad voor het Regeringsbeleid, waar hij betrokken was bij rapporten over “Generatiebewust beleid”, “Doorgroei van Arbeidsparticipatie en “Nieuwe wegen in het Milieubeleid”. Hij was initiatiefnemer voor het rapport “Nederland Handelsland”. Een uitwerking hiervan vormt een studie naar transactiemanagement.  Daarnaast was hij van 1997 tot 2003 voorzitter van de Koninklijke Vereniging voor de Staathuishoudkunde. Den Butter is vanaf 1993 lid van de Koninklijke Hollandsche Maatschappij der Wetenschappen waar hij in 2007 de jaarlijkse Haarlemse Voordracht over “Nederland als Transactie-economie” heeft gehouden. Voorts was hij van 1989 tot 1996 directielid van het Tinbergen Instituut, van 1997 tot 2000 lid van de Centrale Plancommissie van het Centraal Planbureau, van 1992 tot 2002 lid Commissie Sociaal Economisch Beleid van de Sociaal Economische Raad en van 1997 tot 2003 lid van de Centrale Commissie voor de Statistiek (CCS) van het Centraal Bureau voor de Statistiek. Sinds 2000 is hij voorzitter van het Curatorium van het Economisch Instituut voor de Bouw (EIB).

## Persoonlijk
Den Butter is getrouwd en heeft twee zonen. Hij woont met zijn vrouw in Ouderkerk aan de Amstel.